# Rod McKuen
Rodney "Rod" Marvin McKuen, född 29 april 1933 i Oakland, Kalifornien, död 29 januari 2015 i Beverly Hills, Kalifornien, var en amerikansk poet, kompositör och sångare. Han var i slutet av 1960-talet en av USA:s bäst säljande poeter. Under sin livstid kom han att sälja mer än 100 miljoner musikalbum och 60 miljoner böcker, enligt AP.
Poesin som McKuen skrev var en blandning av New age och beatnikrörelsens prosa.
Han skrev bland annat den berömda låten "Seasons in the Sun", tillsammans med den belgiske kompositören Jacques Brel. Hans texter har även framförts av bland andra Frank Sinatra, Chet Baker, Johnny Cash, Barbra Streisand, Madonna och Dolly Parton.
Hans låt "Jean" från filmen Miss Brodies bästa år (1969) blev nominerad till en Oscar.
McKuen kallades även för "King of kitsch" och för amerikansk inofficiell hovskald.

### Poesi
- And Autumn Came, Pageant Press, 1954
- Stanyan street & other sorrows, Stanyan Music, 1966 (återtryckt 1972, med ISBN 0-7181-0623-7)
- Listen to the Warm, Random House, 1967
- Lonesome cities, Random House, 1968 (återtryckt 1971 med ISBN 0-7181-0863-9)
- In Someone's Shadow, Cheval Books/Random House, 1969
- Twelve Years of Christmas, Cheval Books/Random House, 1969
- Caught in the Quiet, Stanyan Books, 1970
- Fields of Wonder, Cheval Books/Random House, 1971
- And to Each Season, Simon & Schuster, 1972
- Moment to moment, London, Allen, 1973 ISBN 0-491-01041-9
- Come to Me in Silence, Simon & Schuster, 1973
- Beyond the Boardwalk, Cheval Books, 1975
- Celebrations of the Heart, Simon & Schuster, 1975
- The Sea Around Me . . ., Simon & Schuster, 1975
- Coming Close to the Earth, Simon & Schuster, 1978
- We Touch the Sky, Simon & Schuster, 1979
- The Power Bright and Shining, Simon & Schuster, 1980
- A Book of Days, Harper & Row, 1980
- The Beautiful Strangers, Simon & Schuster, 1981
- Book of Days and a Month of Sundays, Harper & Row, 1981
- The Sound of Solitude, Harper & Row, 1983
- Suspension Bridge, Harper & Row, 1984
- Intervals, Harper & Row/Cheval Books, 1986
- Valentines, Harper & Row/Cheval Books, 1986
- A Safe Place to Land, Cheval Books, 2001
- Rusting in the Rain, Cheval Books, 2004

### Prosa
- Finding My Father, Coward, McCann & Geoghegan, 1976
- An Outstretched Hand, Cheval Books/Harper & Row, 1980

### Samlingsvolymer över låttexter
- The Songs of Rod McKuen, Cheval Books, 1969
- With Love, Stanyan Books, 1970
- New Ballads, Stanyan Books, 1970
- Pastorale, Stanyan Books, 1971
- The Carols of Christmas, Cheval/Random House, 1971
- Grand Tour, Stanyan Books, 1972